# Карагьол
„Карагьол“ е язовир в югозападна България, разположен в землището на село Бистрица. Той е част от Каскада „Рила“ и е собственост на Националната електрическа компания. Един от най-високо разположените язовири в страната, той има надморска височина 2364,8 m.
Построен е през 1949 – 1953 година, за да увеличи обема на обработваните от каскадата води. Язовирната стена е бетонна гравитачна с височина 19,5 m и дължина по короната 186 m. Преливникът е траншеен в левия скат с капацитет 4,3 m³/s, а основният изпускател е стоманена тръба с диаметър 600 mm и капацитет 1,4 m³/s. Езерото е със завирен обем 2,2 млн. m³ и залята площ 10 ha.
Язовир „Карагьол“ събира води от естествения си водосбор, както и подавани от по-високо разположения язовир „Калин“ и изпомпвани от долния изравнител на ПАВЕЦ „Калин“. Първоначалното язовирът е предназначен изцяло за производство на електроенергия, но в началото на XXI век води от него се подават и за водоснабдяване на Дупница.